# Rafael Ramos Pérez
Rafael Ramos Pérez (Nerva, 28 de octubre de 1911 - Carcasona, 2 de septiembre de 1985) es un ciclista español, que fue profesional entre 1936 y 1950, a pesar de que con algunas interrupciones. El 28 de marzo de 1958 se nacionalizó francés.
En su palmarés destaca una victoria de etapa a la Vuelta en España de 1936. En esta misma edición finalizó el sexto de la clasificación general.

## Palmarés
1936
- 1 etapa de la Vuelta en España
- Seis días de Buenos Aires (con Antonio Prior)

1937
- 1 etapa del Tour del Suroeste

## Resultados en las grandes vueltas
| Carrera         | 1936 | 1937 | 1938 | 1939 | 1940 | 1941 | 1942 | 1943 | 1944 | 1945 | 1946 | 1947 | 1948 | 1949 | 1950 |
| --------------- | ---- | ---- | ---- | ---- | ---- | ---- | ---- | ---- | ---- | ---- | ---- | ---- | ---- | ---- | ---- |
| Giro de Italia  | -    | -    | -    | -    | -    | X    | X    | X    | X    | X    | -    | -    | -    | -    | -    |
| Tour de Francia | -    | Ab.  | 19º  | -    | X    | X    | X    | X    | X    | X    | X    | -    | -    | -    | -    |
| Vuelta a España | 6º   | X    | X    | X    | X    | -    | -    | X    | X    | -    | -    | -    | -    | X    | -    |
| Mundial en Ruta | -    | -    | Ab.  | X    | X    | X    | X    | X    | X    | X    | -    | -    | -    | -    | -    |

-: no participa

Ab.: abandono